# Центральный парк культуры и отдыха имени Горького (Алма-Ата)
Парк культуры и отдыха им. М. Горького (каз. М. Горький атындағы Орталық мәдениет және демалыс паркi) — парк в Медеуском районе Алма-Аты. Заложен в 1856 году, первоначально назывался «Казённый сад». Расположен на территории площадью 47 га. В парке произрастают основные породы деревьев такие как карагач, дуб, осина, клён, сосна, ель, тополь, берёза; созданы искусственные водоёмы, функционируют аттракционы, аквапарк, спортивный комплекс (стадион «Спартак», велотрек), площадки культурно-массового назначения, предприятия общественного питания. На территории парка расположены детские аттракционы, детская железная дорога, аквапарк и другие развлекательные площадки.

## История

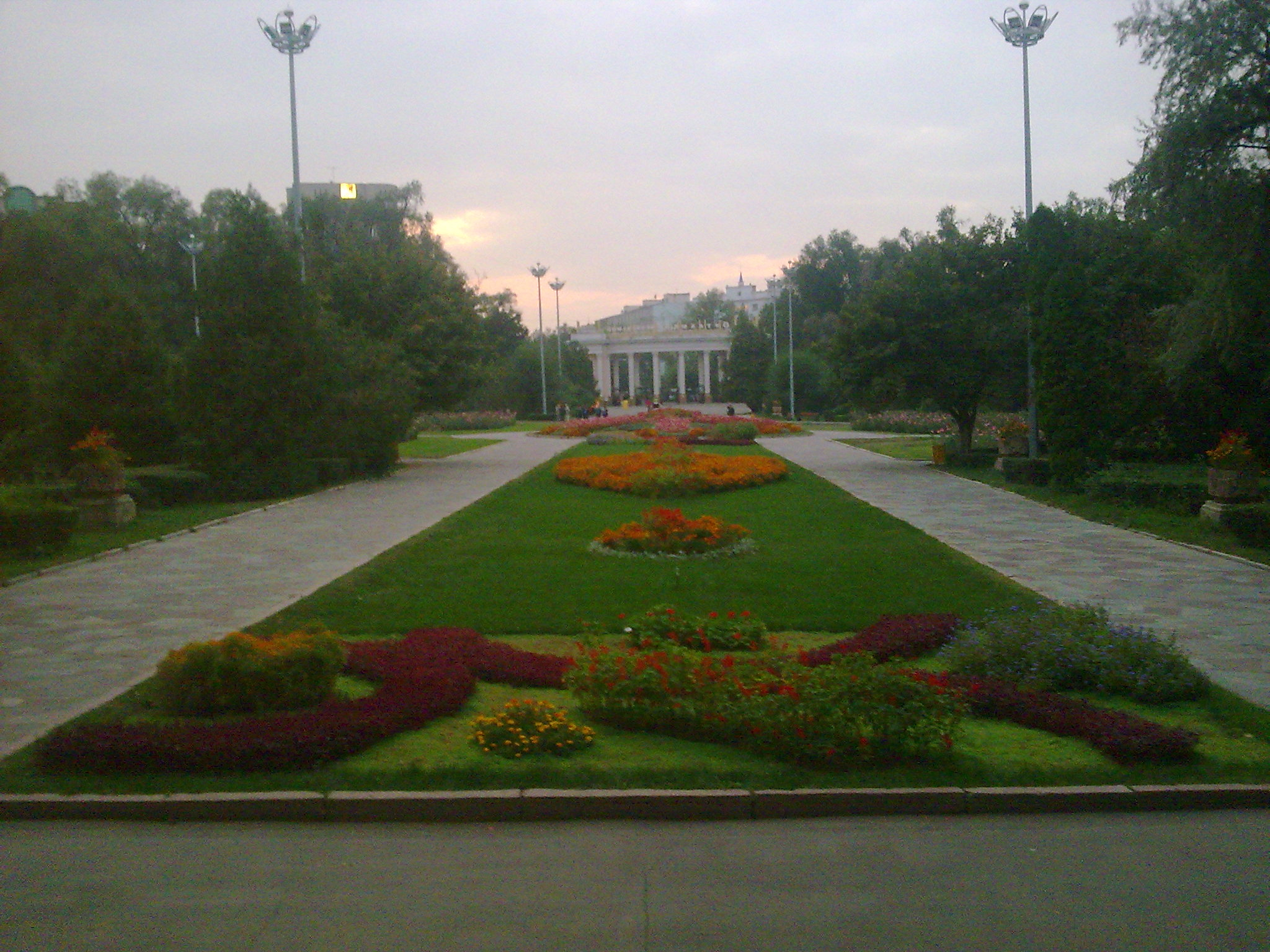
Аллея в Центральном парке

История парка восходит к возникновению гражданских поселений вокруг укрепления Верного и развитию промыслов. Впервые парк был заложен как Казённый сад ученым-садоводом Г. Криштопенко в 1856 году в пойме реки Малая Алматинка в качестве места для прогулок и отдыха офицеров Верненского гарнизона. Садовод, имевший опыт работы в Крыму, посадил в саду первые лиственные и хвойные деревья. Для работы он привлёк любителей садоводства-верненцев Кутабердина, Сергеева, Чванова и других. Изучив климатические условия, структуру почвы, Криштопенко пришёл к выводу, что в Казённом саду, как и на территории всего укрепления, могут расти не только среднеазиатские растения, но и характерные для Центральной России виды. В 1868 году в Верный были доставлены саженцы и семена из Ташкента, Никитского ботанического сада, Пензенского училища садоводства. После Криштопенко Казённым садом заведовали поочередно учёные-лесоводы и садовники Ю. Рушчиц (1869), К. А. Штольц (1874), А. М. Фетисов (1875), Г. Игнатович (1879), О. О. Баум (1884). Казённый сад и питомник при нём имели целью разведение плодовых и декоративных растений, овощей; выращивание шелковичных грен; создание пасек и прочее. В 1869—1875 годах была построена оранжерея, разбиты цветники, был создан питомник посадочного материала и по инициативе Эдуарда Баума открылась «Верненская школа садоводства» на 10-15 учеников. Сад стал местом отдыха горожан: здесь оборудовали буфет и кухни, построили танцевальную площадку, беседки, установили юрту для бильярда и столики для игр, благоустроили аллеи. В царское время вход был платным.
В годы первой русской революции 1905—1907 годов рабочие предприятий Верного, учащаяся молодёжь проводили в логах маёвки, митинги и сходки. В годы борьбы за установление Советской власти в 1918 году здесь проходила линия обороны красногвардейских отрядов. В 1919 году в парке проводился айтыс с участием Джамбула.
В 1934 году парк был реконструирован, на берегах углублённого водоёма были размещены базы отдыха трудящихся Алма-Аты, оборудованы аттракционы. Создана уникальная поливочная арычная система орошения, охватывающая весь парк. В восточной части на бывших клеверных участках был создан зоопарк. В 1935 году получил название «Парк культуры и отдыха имени А. М. Горького», в 1940 году был установлен памятник Горькому. С 1980 года — Центральный парк культуры и отдыха имени А. М. Горького.
В 1997 году был заключен контракт акиматом и ТОО торгово-финансовая компания «Алтын-Тараз», в соответствии с которым, ТОО получило в доверительное управление сроком на пять лет с последующим выкупом имущественного комплекса коммунального государственного казённого предприятия «Дирекция Центрального парка культуры и отдыха им. Горького города Алматы». 30 января 2004 года на основании договора купли-продажи, заключённого между ТОО "ТФК «Алтын-Тараз» и алматинским территориальным комитетом госимущества и приватизации, который действовал по доверенности в интересах акимата, ТОО в порядке приватизации был куплен имущественный комплекс Центрального парка, состоящий из аттракционов и других построек. Согласно справке о зарегистрированных правах на недвижимое имущество и его технических характеристиках, выданной департаментом юстиции г. Алматы, право собственности на это имущество надлежащим образом оформлено и зарегистрировано.
С приобретением имущественного комплекса, компания «Алтын-Тараз» также получила в аренду и весь земельный участок парковой территории, детали сделки разглашены не были.
После того как территория парка Горького оказалась в частной аренде у компании «Алтын-Тараз» для строительства «Аквапарка», было осушено и снесено верхнее малое озеро, вырублена окружающая его зелёная зона с многочисленными произрастающими деревьями. С целью иметь от построенного «Аквапарка» как можно больше прибыли, было осушено большое нижнее озеро. Напротив «Аквапарка» была построена большая автостоянка. Согласно официальному заявлению Балхаш-Алакольского департамента экологии, «при строительстве автостоянки руководство ТОО «ТФК «Алтын-Тараз» допустило самовольную вырубку зелёных насаждений в количестве 124 штук, нанесённый ущерб окружающей среде составил 1 029 730 тенге».
Земля парка стала распродаваться под жилищное строительство.
На значительной части парка был возведён жилой комплекс, несмотря на то что в реестре субъектов использования и охраны водного фонда Министерства сельского хозяйства РК, ТОО ТФК «Алтын Тараз» по адресу г. Алматы, ул. Гоголя, 1 (территория ЦПКиО) отнесён к группе «высокой степени риска».
На территории парка стала невозможной безопасная прогулка, так как спокойно разъезжали автомобили, при том что в советское время въезд легковых автомобилей в парк был категорически запрещен, разрешалось движение только специальным поливальным машинам. Из-за элементарного отсутствия полива и ухода погибло около сотни дубов.
На 2013 год территория ЦПКиО составляла всего 42 гектара, тогда как в 1983 году территория составляла свыше 100 га.
15 августа 2013 года компания «Алтын-Тараз» начала самовольно вырубать в парке деревья, вырубить намеревались 2000 единиц.
По словам Еркебулана Оразалина, заместителя руководителя управления природных ресурсов Алма-Аты, к 15 августа 2013 года на вырубку не было получено разрешение, и она производилась незаконно.
В парке по состоянию на 2013 год не работала поливная арычная система.

## Возврат парка в государственную собственность города Алматы
19 октября 2013 года акимом города Ахметжаном Есимовым принято решение и подписано постановление о возврате имущественного комплекса «Центрального парка культуры и отдыха им. Горького» состоящего из земельного участка площадью 47 га в государственную коммунальную собственность города Алматы, а компания «Алтын-Тараз» была лишена права аренды (временного землепользования).
После возврата 8 ноября 2013 года на портале государственных закупок лоту на закупки работ по проведению санитарной, формовочной обрезке, валке деревьев в Центральном парке культуры и отдыха им. М. Горького выделили 43 млн 920884 тысяч тенге и данные работы должны быть произведены в декабре после подведения итогов закупок.
21 ноября принято решение о вырубке 900 деревьев по причине старости и неэстетичности.

## Передача парка в частное владение (аренду) в 2019 году
В 2018 году постановлением акима Бауржана Байбека территория «Центрального парка культуры и отдыха им. Горького» из государственной коммунальной собственности города была передана в частное владение «ТОО Фирма Римэкс» через аренду (временное землепользование). Согласно которому от 4 января 2019 года зарегистрирован Акт на право пользования земельным участком парка за № 0039848, с кадастровым номером 20-315-003-234 с целевым назначением для строительства и эксплуатации ресторана, площадь земельного участка 47,9170 га, в том числе доля 0,1389 га для строительства недостроенного кафе.

### Протесты против строительства общежития в парке в 2021 году
В феврале 2021 года стало известно о планах построить общежитие на территории парка на участке закрепленным за КазНПУ, ранее до 2011 года участок был неотъемлемой частью парковой земли. Возмущенные жители, активисты и общественники выступили против строительства общежития. Тогда же выяснилось, что на участке разрешил строительство бывший аким города Байбек, который своим постановлением в 2018 году изменил целевое назначение участка.
19 февраля 2021 года аким Алматы Сагинтаев услышал жителей города и согласился с их требованием отказа от строительства общежития, и отменил постановление об изменении целевого назначения участка парка, ранее выданное бывшим акимом Байбеком.

## Награды
В 1965 году был признан лучшим парком Советского союза.

## Галерея

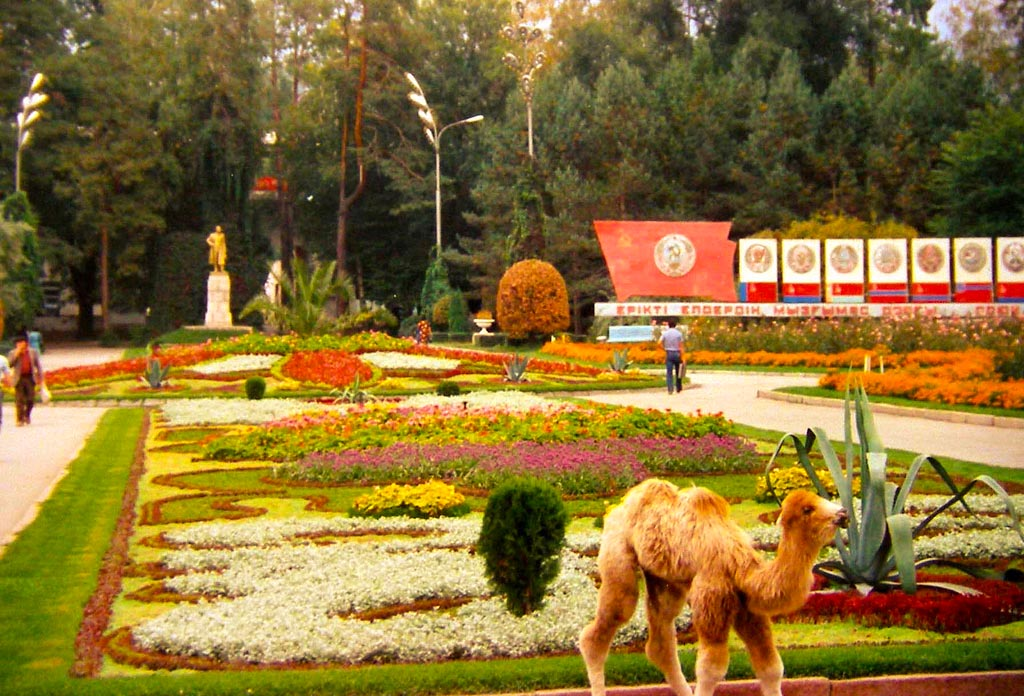
Центральная аллея в ЦПКиО им. Горького, город Алма-Ата, 1988 год.
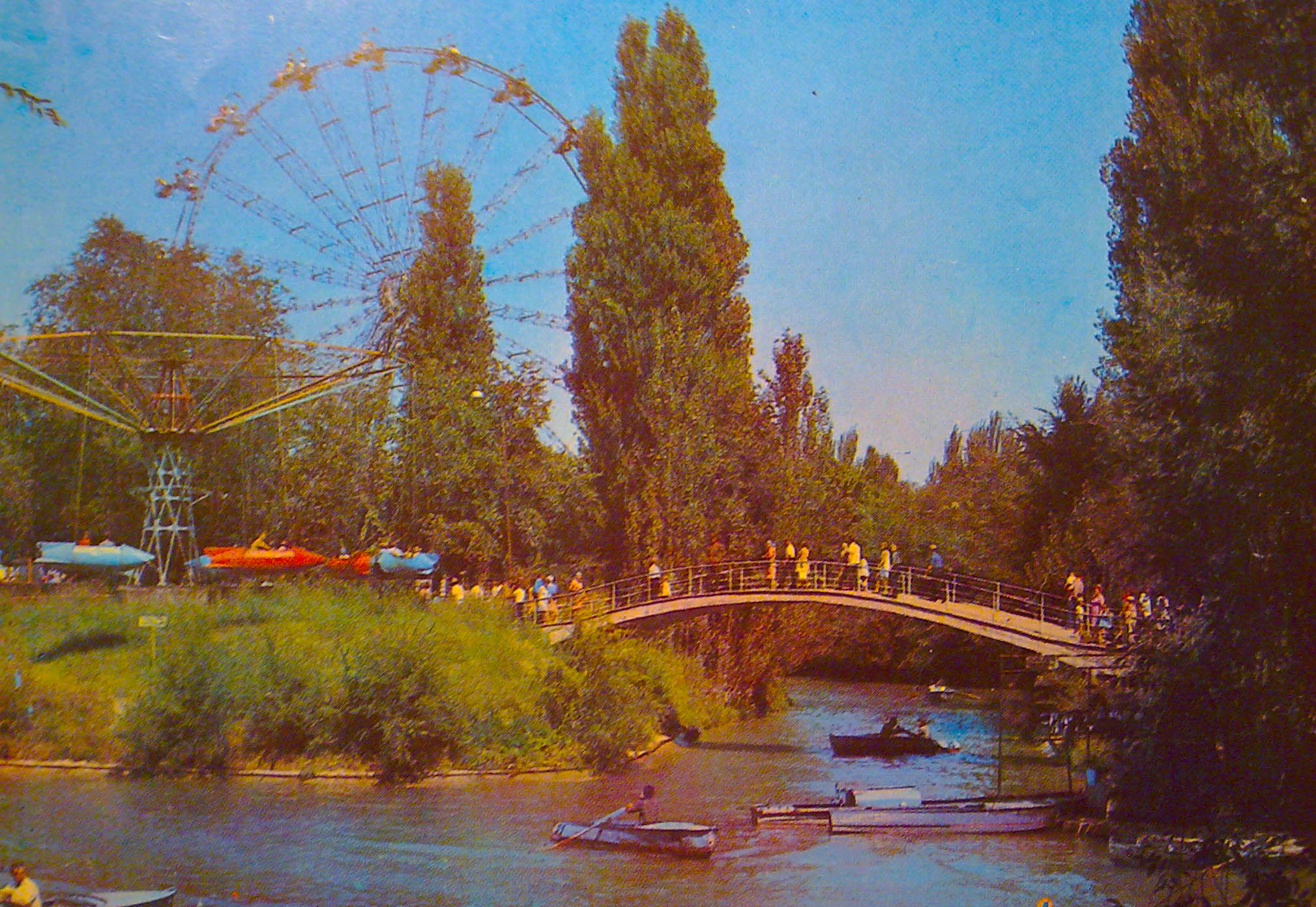
Центральный парк культуры и отдыха им. Горького, город Алма-Ата, 1980 год.
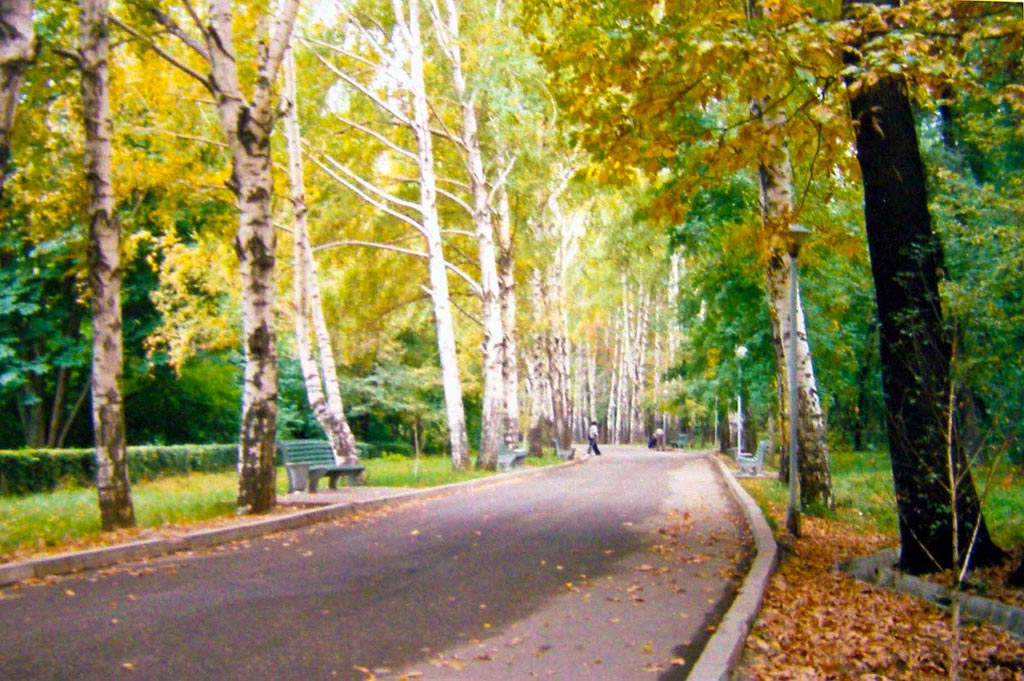
Березовая аллея в ЦПКиО им. Горького, город Алма-Ата, 1988 год.
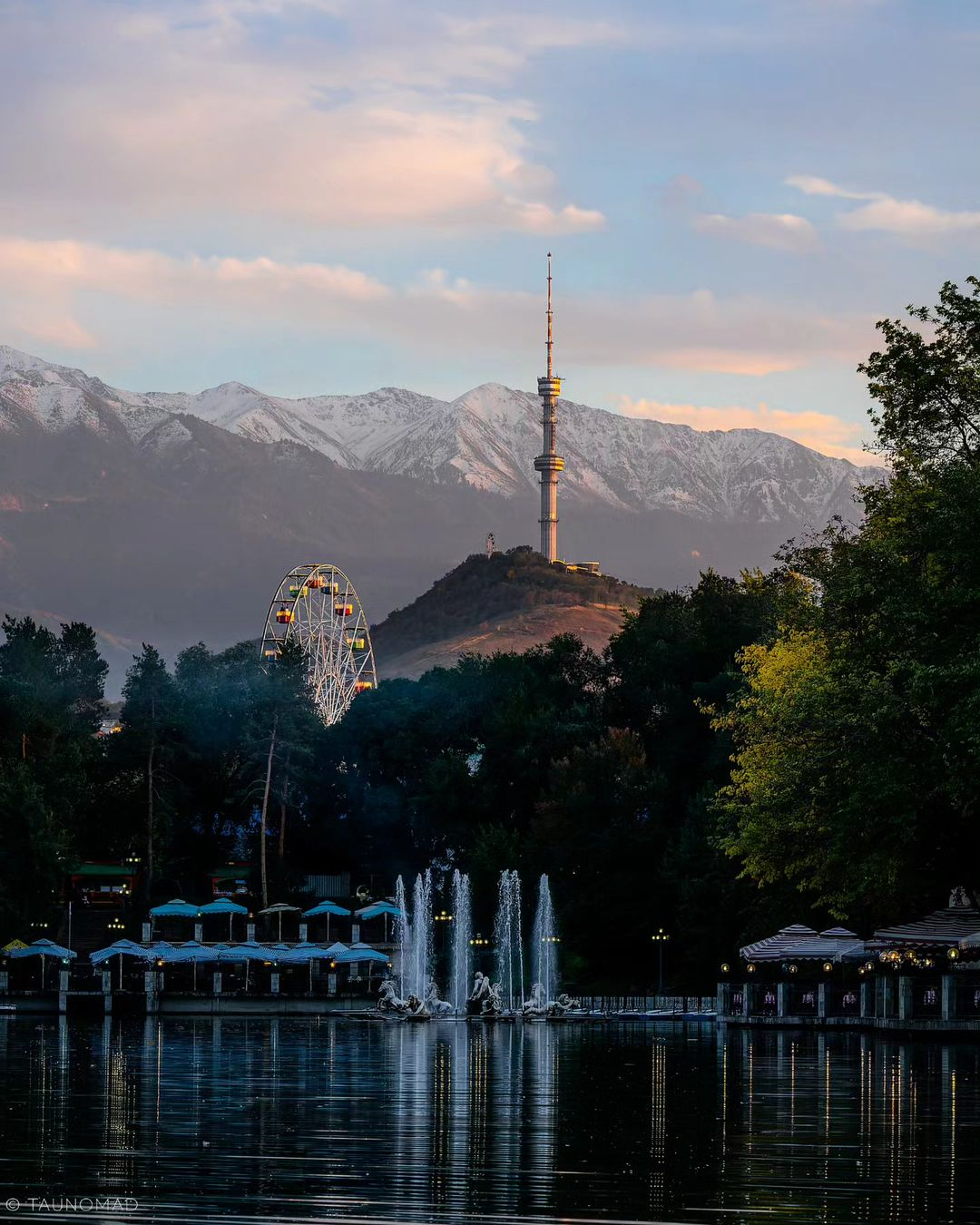
Вид на телебашню Кок-тобе с парка